# Tramwaje w San Diego
Tramwaje w San Diego (ang.San Diego Trolley) – system lekkiej kolei miejskiej działający na obszarze metropolitalnym San Diego.
System nazywany jest potocznie Trolley (tramwaj) albo, przez turystów, The Red Trolley (czerwony tramwaj). Operatorem jest San Diego Trolley, Inc (SDTI), który podlega San Diego Trolley Metropolitan Transit System (MTS). Sieć tramwajowa zaczęła funkcjonować 26 lipca 1981 roku, obecnie składa się z trzech głównych linii: niebieskiej (Blue Line), pomarańczowej (Orange Line), zielonej (Green Line), a także okrężnej linii uzupełniającej oznaczonej kolorem srebrnym (Silver Line), która działa w weekendy i dni świąteczne.
Linie tramwajowe są na 5. miejscu pod względem liczby przewożonych pasażerów w Stanach Zjednoczonych. W 2014 roku tramwaje przewiozły 39,7 mln pasażerów

## Linie
| Linia | Linia              | Data otwarcia | Przystanki | Długość | Przystanek końcowy                                | Kursuje w dniach  |
| ----- | ------------------ | ------------- | ---------- | ------- | ------------------------------------------------- | ----------------- |
|       | Niebieska linia    | 1981          | 18         | 24,8 km | America Plaza San Ysidro Transit Center           | Codziennie        |
|       | Pomarańczowa linia | 1986          | 19         | 29,0 km | El Cajon Transit Center Santa Fe Depot            | Codziennie        |
|       | Zielona linia      | 2005          | 27         | 38,0 km | Santee Town Center 12th & Imperial Transit Center | Codziennie        |
|       | Srebrna linia      | 2011          | 9          | 4,3 km  | 12th & Imperial Transit Center                    | Weekendy i święta |

## Galeria zdjęć

Schemat sieci tramwajowej w Hrabstwie San Diego
Schemat srebrnej linii tramwajowej w centrum San Diego
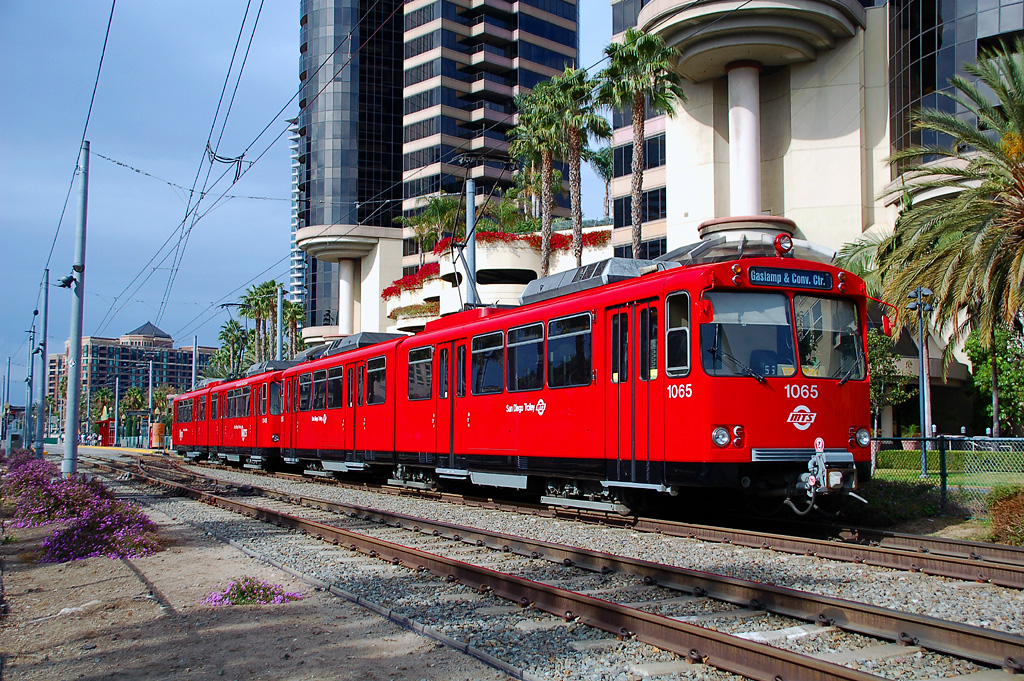
Tramwaj linii pomarańczowej w centrum San Diego